# 6794 Masuisakura
6794 Masuisakura este un asteroid din centura principală de asteroizi.

## Descriere
6794 Masuisakura este un asteroid din centura principală de asteroizi. A fost descoperit pe 26 februarie 1992 la Dynic de Atsushi Sugie. El prezintă o orbită caracterizată de o semiaxă mare de 3,08 ua, o excentricitate de 0,21 și o înclinație de 16,3° în raport cu ecliptica.